# Nanggala
KRI Nanggala (402) war ein U-Boot der Streitkräfte Indonesiens, das im April 2021 in der Balisee sank. Sie war die zweite Einheit der in Deutschland für Indonesien gebauten U-Boot-Klasse 209-1300, die in Indonesien Cakra-Klasse genannt wird.

## Geschichte
Die Nanggala wurde gemeinsam mit der typgleichen Cakra (401) am 2. April 1977 bestellt und lief am 4. September 1980 bei Howaldtswerke-Deutsche Werft in Kiel vom Stapel. Die Taufe erfolgte am 10. September 1980 durch Frau Nining Sudirjo. Am 6. Juli 1981 wurde sie in den Dienst der indonesischen Marine gestellt und nach Indonesien überführt. Benannt wurde sie nach der Waffe des im indonesischen Puppenspiel Wayang auftretenden Hindugotts Balarama, einem Pflug.
Nanggala wurde im Jahr 1989 bei den Howaldtswerken in Kiel nachgerüstet. Von Oktober 1997 bis Juni 1999 wurden in Surabaya die Batterien gewechselt sowie eine Sinbads Feuerleitanlage eingerüstet. Von 2010 an wurde das U-Boot in Südkorea bei Daewoo Shipbuilding & Marine Engineering über zwei Jahre umfassend modernisiert und im Februar 2012 wieder der indonesischen Marine übergeben. Nach der Überholung war Nanggala in der Lage, vier Torpedos gleichzeitig auf verschiedene Ziele abzuschießen und Seezielflugkörper vom Typ UGM-84 Harpoon zu verschießen. Nach der Modernisierung betrug die Höchstgeschwindigkeit getaucht 25 Knoten (46 km/h).
Im Jahr 2016 wurde das U-Boot mit einem Echolot von Aselsan ausgestattet.
Die beiden U-Boote der Cakra-Klasse waren mehrere Jahrzehnte lang die einzigen aktiven U-Boote der indonesischen Marine, zwischen der Stilllegung der Pasopati (410; einem Projekt-613-U-Boot) im Jahr 1994 und der Inbetriebnahme der Nagapasa (403; einer Variante der U-Boot-Klasse 209) im Jahr 2017.

### Verlust
Am 21. April 2021, nach letzter Funkverbindung gegen 3 Uhr Ortszeit, verschwand das Boot unter bisher ungeklärten Umständen auf einer Routinemission mit Torpedoübungen etwa 51 Seemeilen (95 Kilometer) nördlich von Bali. An Bord befanden sich 53 Besatzungsmitglieder, die Meerestiefe beträgt dort etwa 700 m. Vom indonesischen Militär wurden Singapur und Australien um Unterstützung bei der Suche gebeten. Am selben Tag teilte das indonesische Verteidigungsministerium mit, Helikopter hätten einen Ölfleck in dem Areal entdeckt, in dem das U-Boot vor Kontaktabbruch positioniert war.
Mit der Swift Rescue setzte sich am 21. April 2021 ein auf U-Boote spezialisiertes Rettungsschiff der Streitkräfte Singapurs zur letztbekannten Position der Nanggala in Bewegung.
Der ranghöchste Admiral der indonesischen Marine Yudo Margono erklärte, dass die Sauerstoffreserven für einen dreitägigen Tauchgang ausreichten und der Sauerstoff somit voraussichtlich am 24. April, um etwa 3 Uhr UTC+8 (23. April, 19 Uhr UTC) aufgebraucht sei. Australien unterstützte die Suche mit der Fregatte Ballarat und dem Versorger Sirius, die Vereinigten Staaten entsandten eine P-8 Poseidon zur Suche nach dem Boot und die Indische Marine setzte ein Rettungs-U-Boot in Marsch. Weiter beteiligten sich Schiffe aus Malaysia an der Suche und auch andere Staaten erklärten ihre Unterstützung.
Am 24. April wurden zuerst Teile des U-Bootes, bzw. aus dem Innenraum – eine Torpedohülle, eine Flasche mit Schmierstoff für das Periskop sowie Gebetsteppiche – vor der Küste Balis gefunden. Die indonesische Marine machte das U-Boot schließlich ausfindig.
Die Marine änderte daraufhin den Status des U-Boots von „Verschollen“ auf „Gesunken“. Am 25. April nahm ein ferngesteuertes Unterwasserfahrzeug der Swift Rescue Sichtkontakt mit dem Wrack auf und stellte fest, dass das Boot in drei Teile geborsten war. Alle 53 Besatzungsmitglieder wurden für tot erklärt.
Das Wrack befindet sich in einer Tiefe von 838 Metern bei den Koordinaten 7° 48′ 56″ S, 114° 51′ 20,2″ O.
Bis zum 18. Mai hatte das Team unter anderem zwei Rettungsflöße geborgen. Nach einem fehlgeschlagenen Versuch mit der Kommandobrücke einen Teil des U-Boots zu bergen, wurden weitere Bergungsversuche aufgegeben.

## Kommandanten

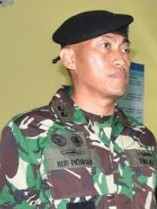
Letzter Kommandant Heri Oktavian

Die folgende Tabelle zeigt die Kommandanten der Nanggala:
| Dienstgrad           | Name                  | von                | bis                     |
| -------------------- | --------------------- | ------------------ | ----------------------- |
| Commander            | Armand Aksyah         | 21. Oktober 1980   |                         |
| Commander            | A. R. Soebiyarto      |                    |                         |
| Commander            | Djoko Poernomo        |                    |                         |
| Commander            | Sardjun Nurkamal      |                    |                         |
| Commander            | Marisi Panggabean     |                    |                         |
| Commander            | Salmet Soebandi       |                    |                         |
| Commander            | Didi Setiadi          |                    |                         |
| Commander            | Sulaiman Banjar Nahor |                    |                         |
| Commander            | Rudwin Thalib         |                    |                         |
| Commander            | Dedy Yulianto         |                    |                         |
| Lieutenant Commander | Tunggul Suropati      |                    |                         |
| Commander            | Muhammad Ali          |                    |                         |
| Commander            | Jefry Sangel          |                    |                         |
| Lieutenant Commander | Purwanto              |                    |                         |
| Lieutenant Commander | Wirawan Ady Prasetya  | 2013               | Mai 2014                |
| Lieutenant Commander | Harry Setiawa         | 16. Mai 2014       | 8. Dezember 2015        |
| Commander            | Widya Poerwandanu     | 8. Dezember 2015   | 29. September 2016      |
| Commander            | Ahmad Noer Taufik     | 29. September 2016 | 2. Dezember 2016        |
| Commander            | Yulius Azz Zaenal     | 2. Dezember 2016   | 20. Februar 2019        |
| Commander            | Ansori                | 20. Februar 2019   | 3. April 2020           |
| Commander            | Heri Oktavian         | 3. April 2020      | Untergang im April 2021 |